# Talara (tỉnh)
Tỉnh Talara (tiếng Tây Ban Nha: Provincia de Talara) là một tỉnh thuộc vùng Piura của Peru. Tỉnh Talara có diện tích 2799 km², dân số thời điểm theo điều tra dân số ngày 11 tháng 7 năm 1993 là 120904 người. Tỉnh lỵ đóng ở Talara.